# 佐久間レールパーク
佐久間レールパーク（さくまレールパーク）は、静岡県浜松市天竜区の東海旅客鉄道（JR東海）飯田線・中部天竜駅構内にあった鉄道車両企業博物館。

## 概要
1991年（平成3年）4月21日に中部天竜機関区の跡地を利用して開設された鉄道車両博物館で、昭和初期 - 中期を中心に活躍した貴重な車両が十数両展示されていた。また、屋内には日本最大のプラレールやNゲージの大パノラマ、それに各種模型、実物部品、飯田線の歴史を示す写真展示があった。
当時、JR東海社長（現・顧問）であった須田寬の一声によって、この施設は計画された。複数の候補地の中から、前述の様に車両を展示できるスペースが備わっていた事や、佐久間ダム建設にあたって飯田線が活用された事もあり、この地に建設された。
しかし、2008年（平成20年）5月22日に展示車両の大半をリニア・鉄道館（金城ふ頭駅〈名古屋市港区〉周辺に2011年3月14日開館）に移転する計画が佐久間地域自治センターで開かれた佐久間地域協議会でJR東海から発表された。これにより当施設は2009年（平成21年）11月1日をもって閉館し、18年半にわたる歴史に幕を閉じた。
後に須田が語ったところによると、佐久間レールパークは地理上気温の変動が激しく、特に冬季は車両の傷みが激しく臨時休館を余儀なくされることも多く、リニア・鉄道館への移転のきっかけにもなったという。

## 営業
開館時の営業状況を記す。
- 所在地：静岡県浜松市天竜区佐久間町半場15番地3 中部天竜駅構内
- 開館日：土曜・日曜・祝日・振替休日（春・夏休みも） ※ 毎年12月から翌年2月までは休館
- 開館時間：10時00分 - 16時00分
- 入場料金
  - 大人（12歳以上）：140円
  - 小人（7歳以上）：70円
  - ※ 6歳以下は料金無料
  - 中部天竜駅への入場扱いとなるので、同駅で有効な乗車券（中部天竜発着および同駅を通過する乗車券・青空フリーパス）を持っていれば無料だった。

### 閉館イベント

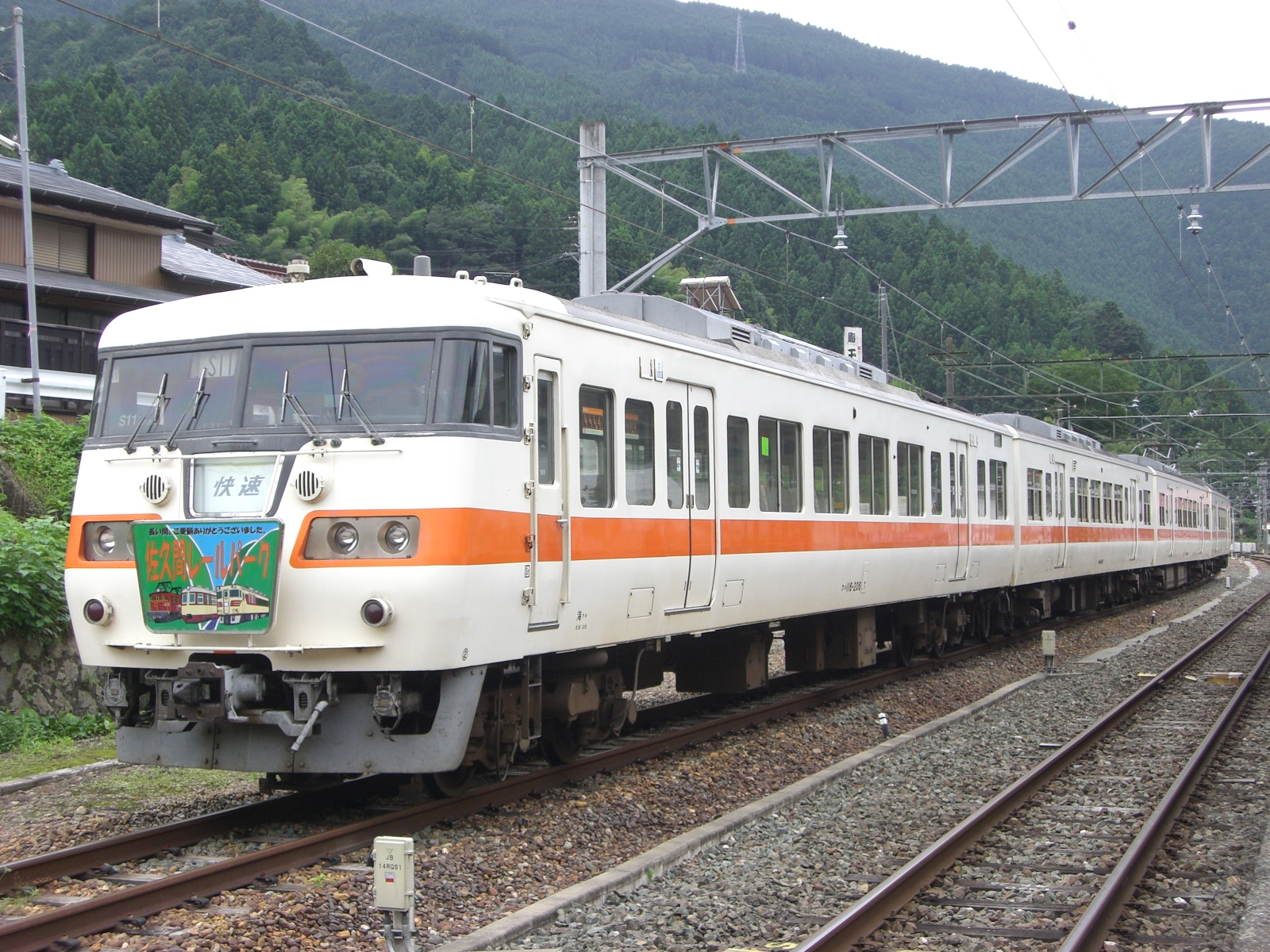
臨時快速「佐久間レールパーク号」

当施設の閉館を前に、様々なイベントが行われた。
- スタンプラリー
- 佐久間レールパーク号
  - 閉館年の2009年（平成21年）に117系を使用し、臨時快速列車として、名古屋 - 中部天竜間で運転された（一部指定席）。なお、途中から月ごとに変わる特製ヘッドマークが先頭車前面に装着された。
- フィナーレイベント
  - 2009年（平成21年）10月31日と11月1日の2日間開催され、当施設自体を無料開放させた。
  - なお、同日には、前述の「佐久間レールパーク号」に加え、117系・211系・キハ75形による臨時快速列車「佐久間レールパークフィナーレ号」が豊橋 - 中部天竜間で運転された。

## 展示車両
※はリニア・鉄道館に移設された車両。移設されなかった車両は2010年（平成22年）7月中に解体された。また、美濃太田車両区に留置されていたキハ82 73が特別に展示されたこともあった（現在はリニア・鉄道館にて保存）。
新幹線電車
- 0系（21-2023、前頭部のみ） -  1998年（平成10年）8月1日より公開開始。閉館後は総合車両製作所横浜事業所に移設。

電気機関車
- ED11形（ED11 2）※
- ED62形（ED62 14）

電車
- クモハ12形（クモハ12054）
- モハ52形（モハ52004）※
- クハ66形（クハ66002、運転台部分のみ） - シミュレータとして利用。
- クハ111形（クハ111-1）※
- クモエ21形（クモエ21800、救援車） - 閉館前に解体された。
- クヤ165形（クヤ165-1、教習車）

気動車
- キハ48000形（キハ48036）※
- キハ181形（キハ181-1）※

客車
- スニ30形（スニ30 95）※
- オハフ33形（オハフ33 115） - 旧番のオハフ34834表記
- オハ35形（オハ35 206）※
- マイネ40形（マイネ40 7）※
- オロネ10形（オロネ10 27）※
- オヤ31形（オヤ31 12、建築限界測定車）※

貨車
- ソ80形（ソ180、操重車）
- チキ6000形（チキ6132、操重車の控車）

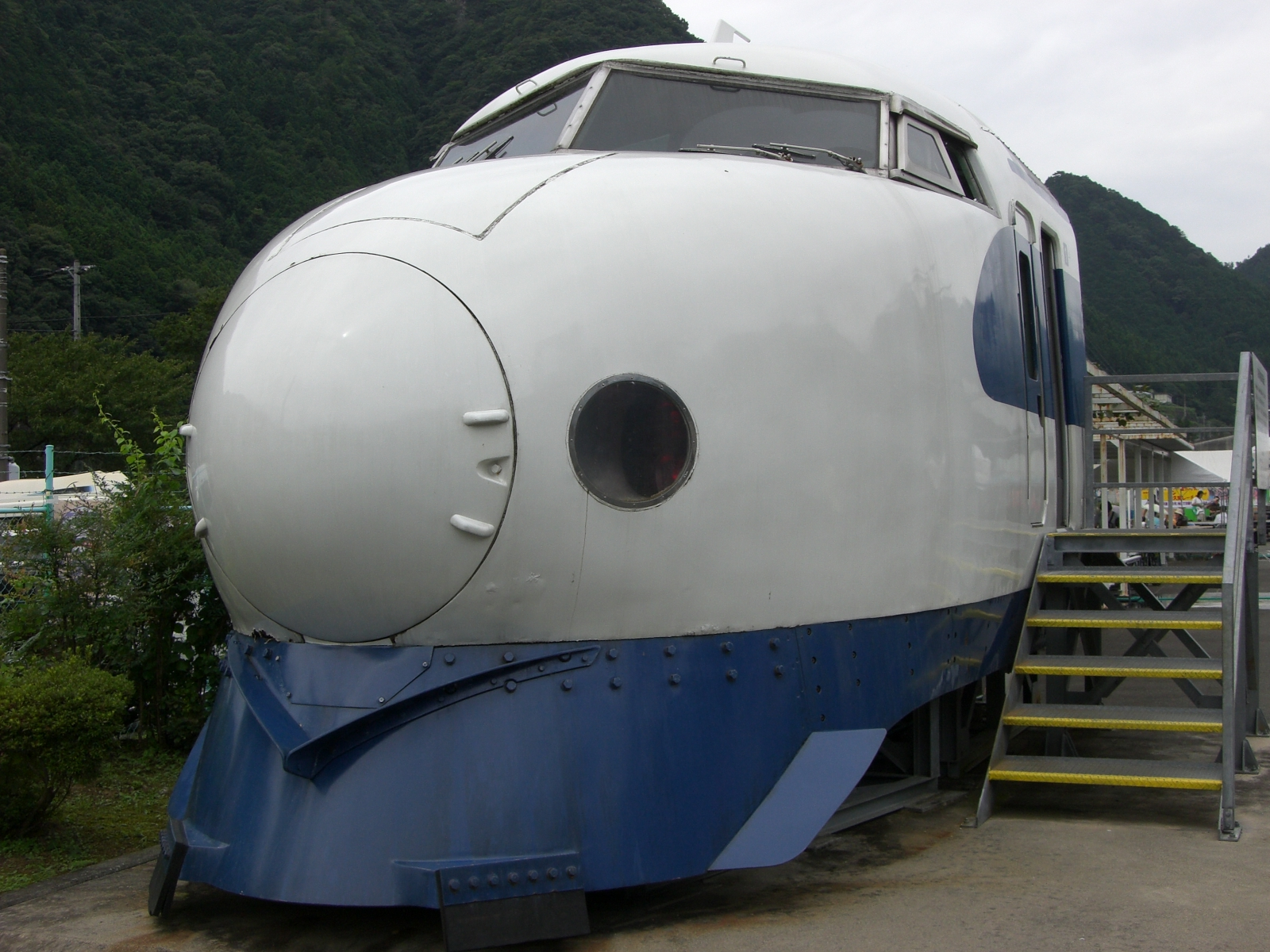
21-2023
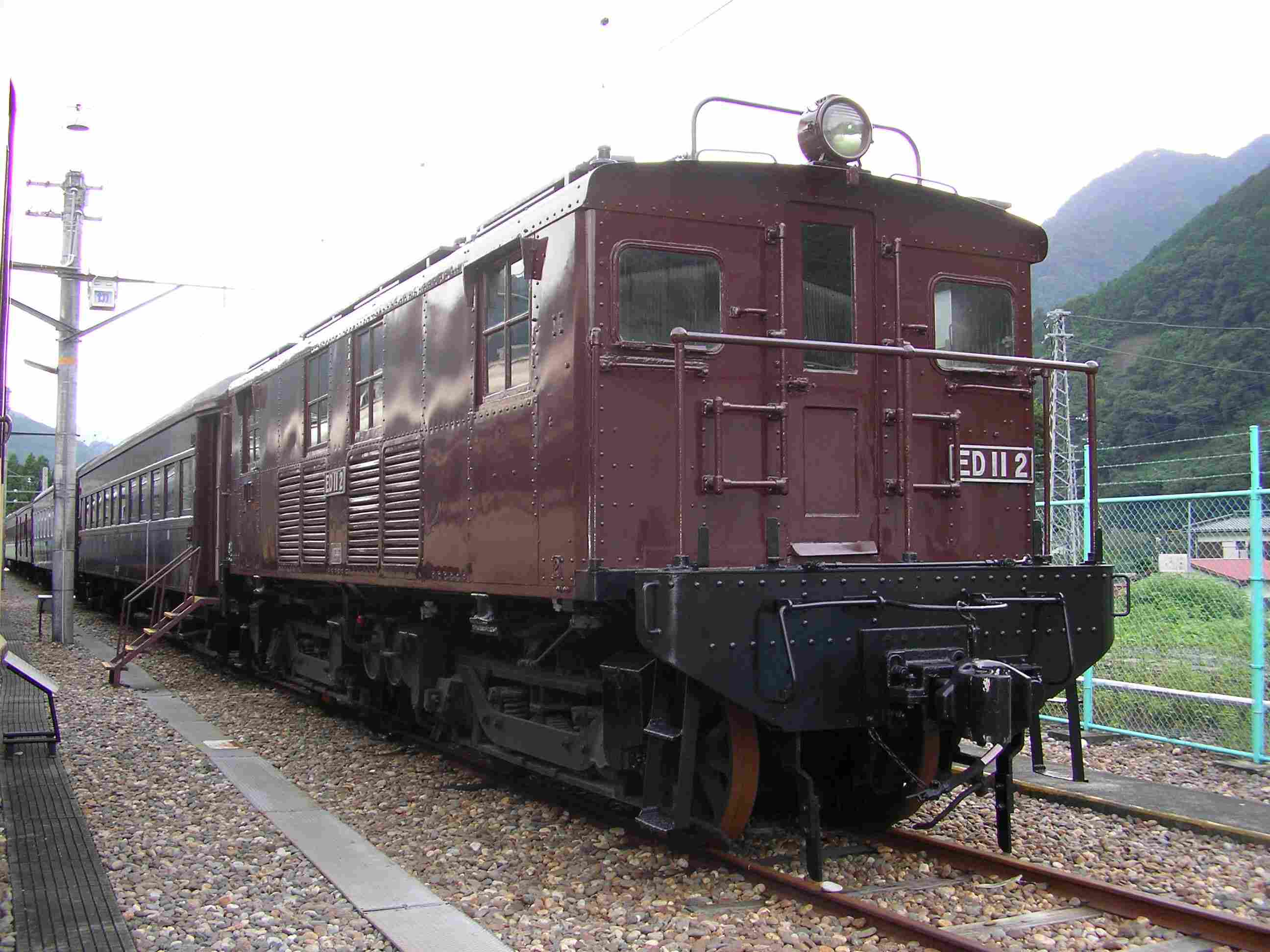
ED11 2
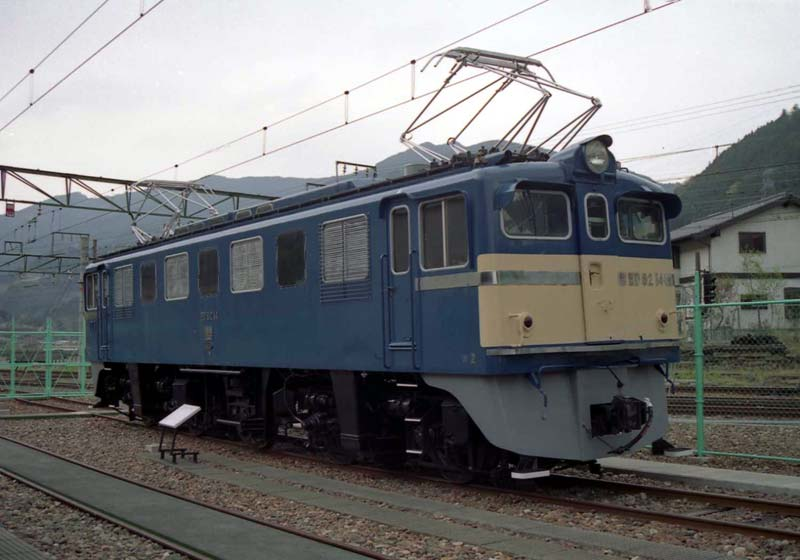
ED62 14
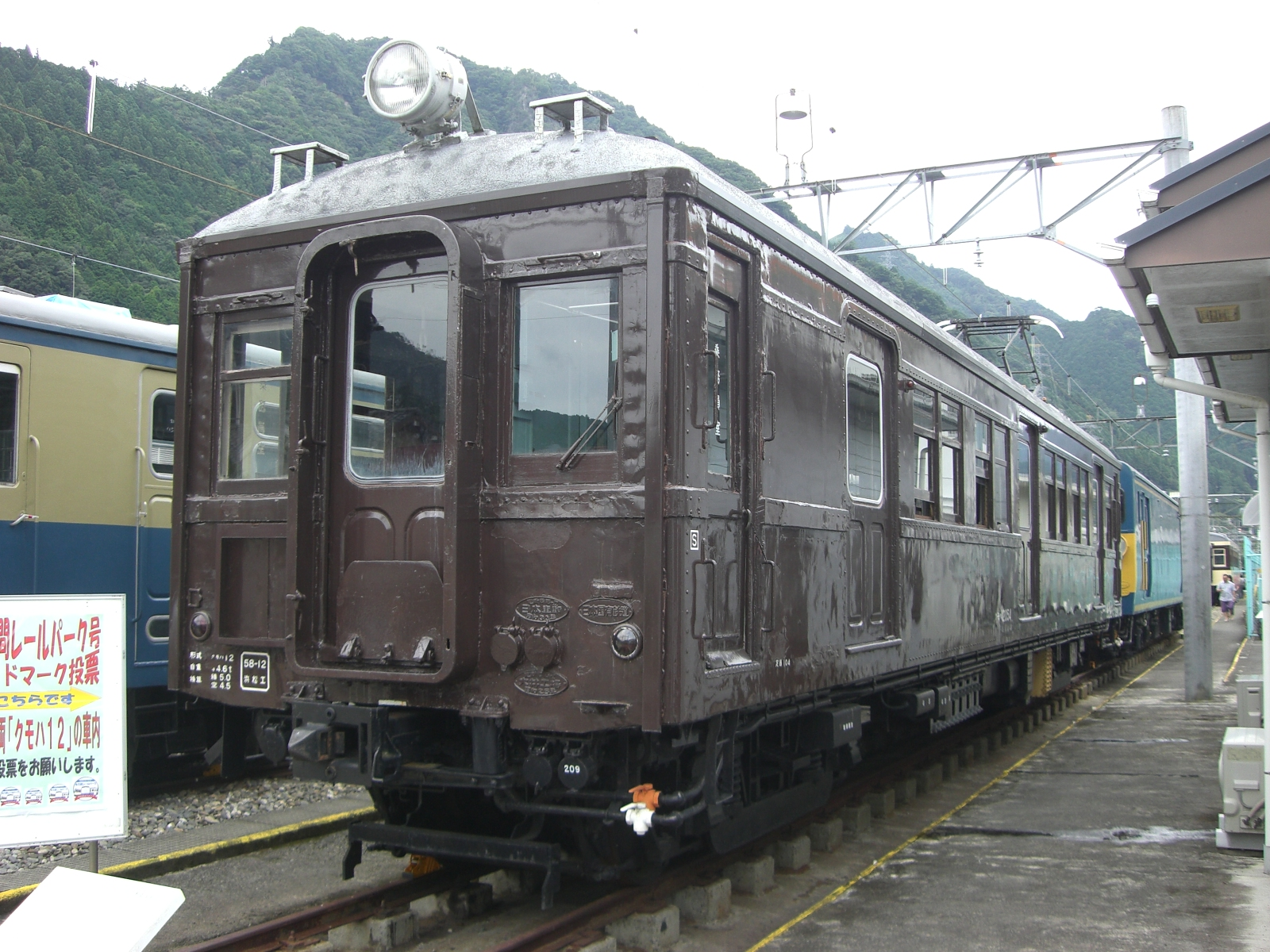
クモハ12054
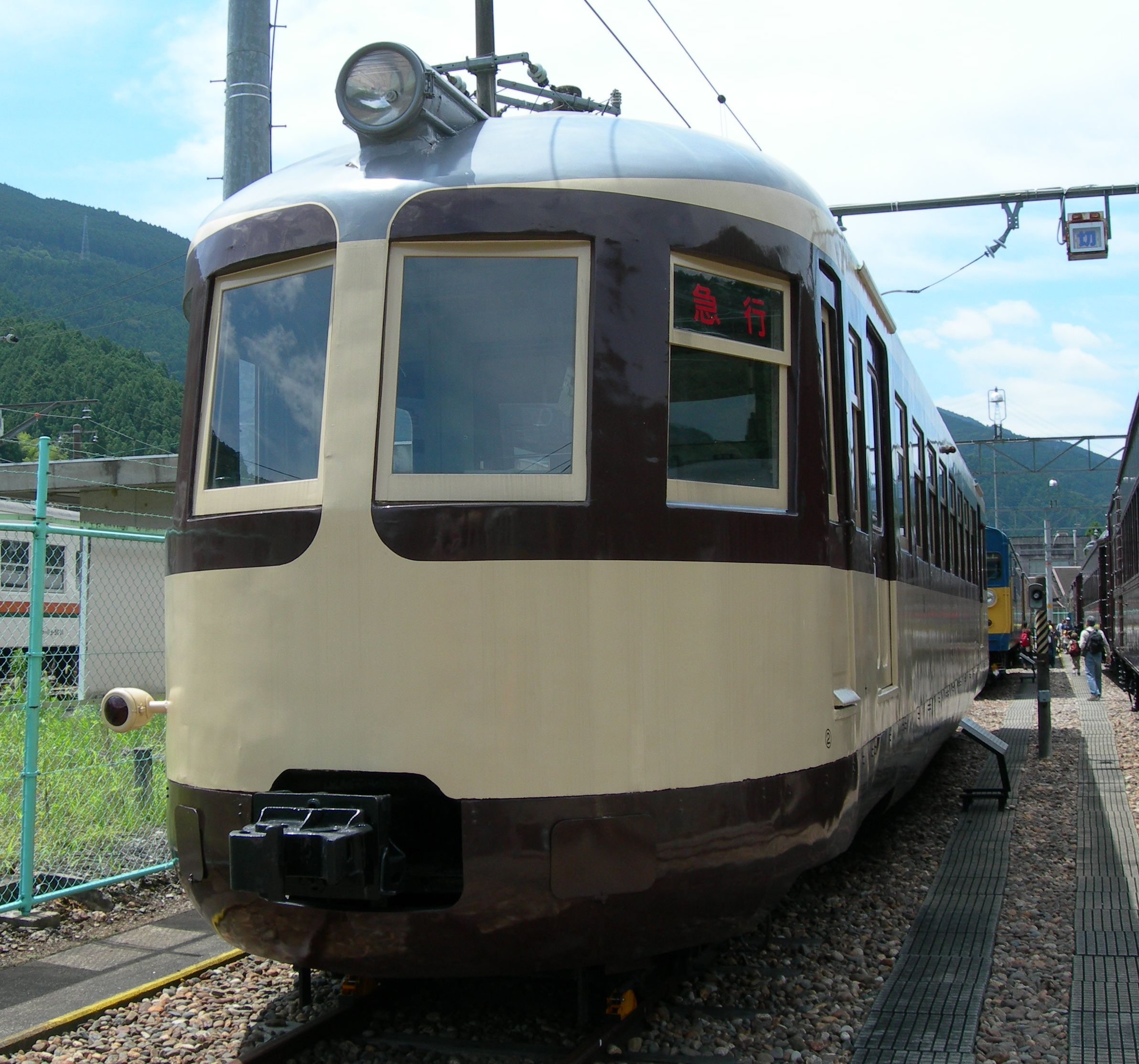
クモハ52004
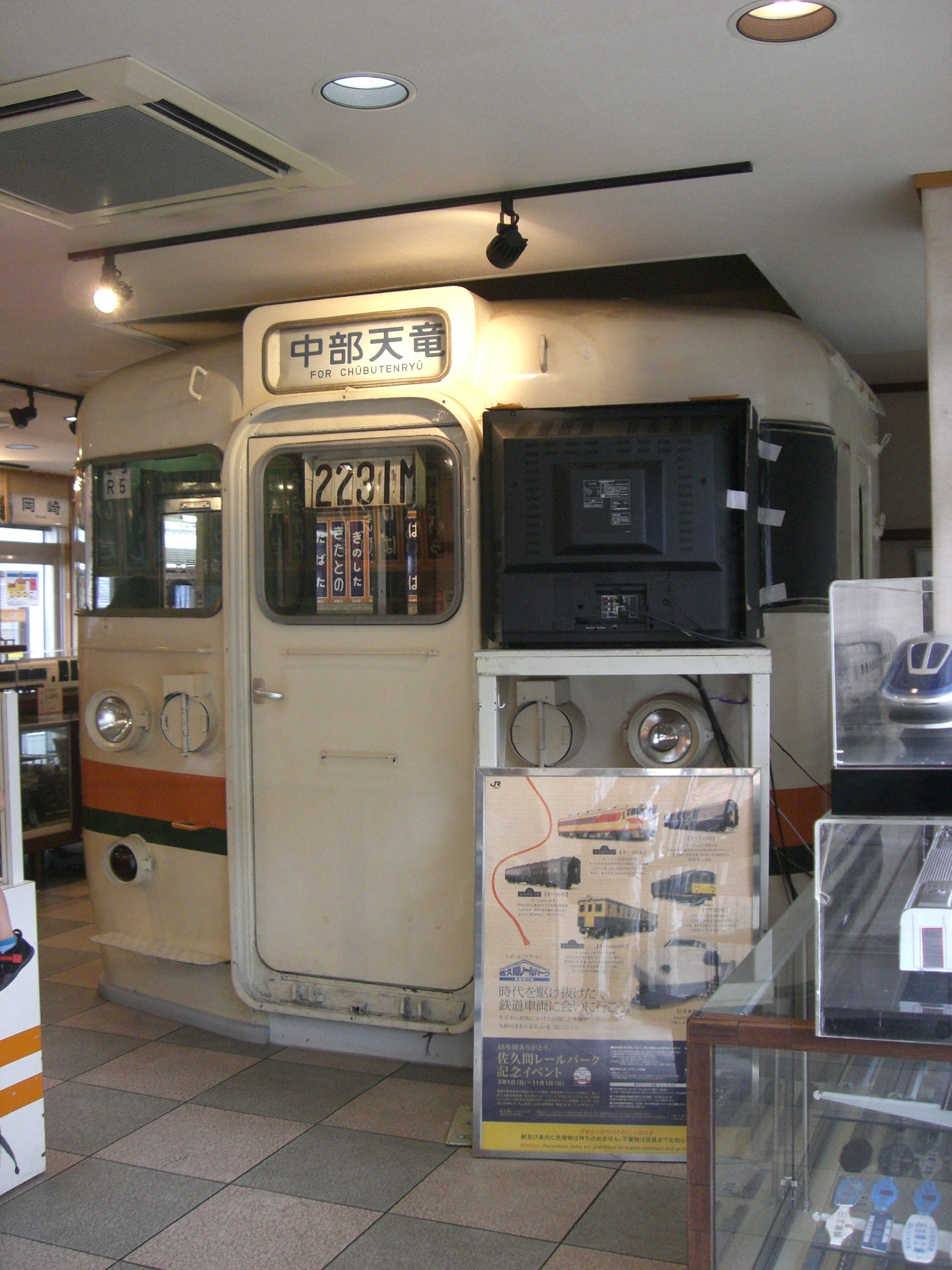
クハ66002
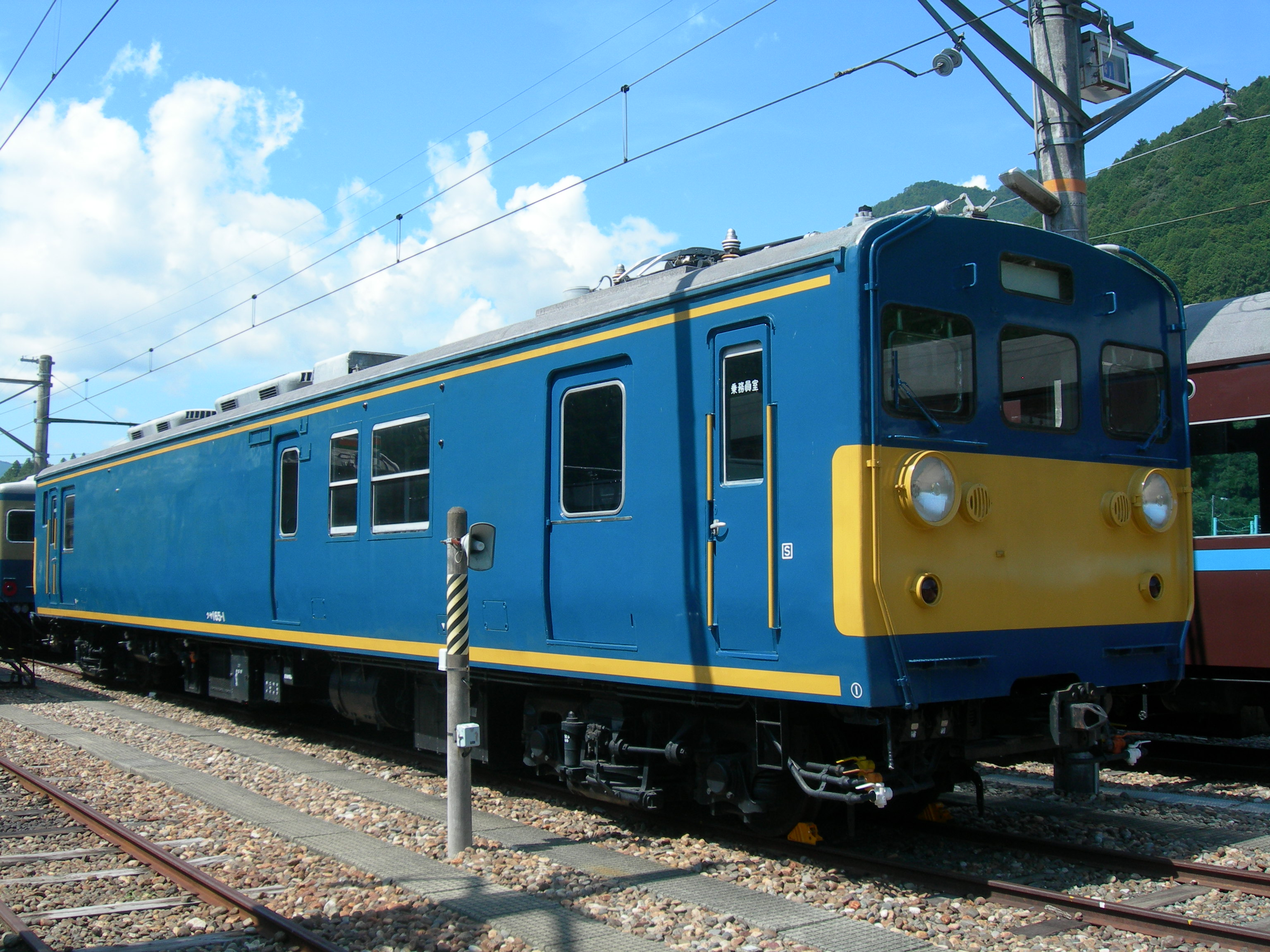
クヤ165-1
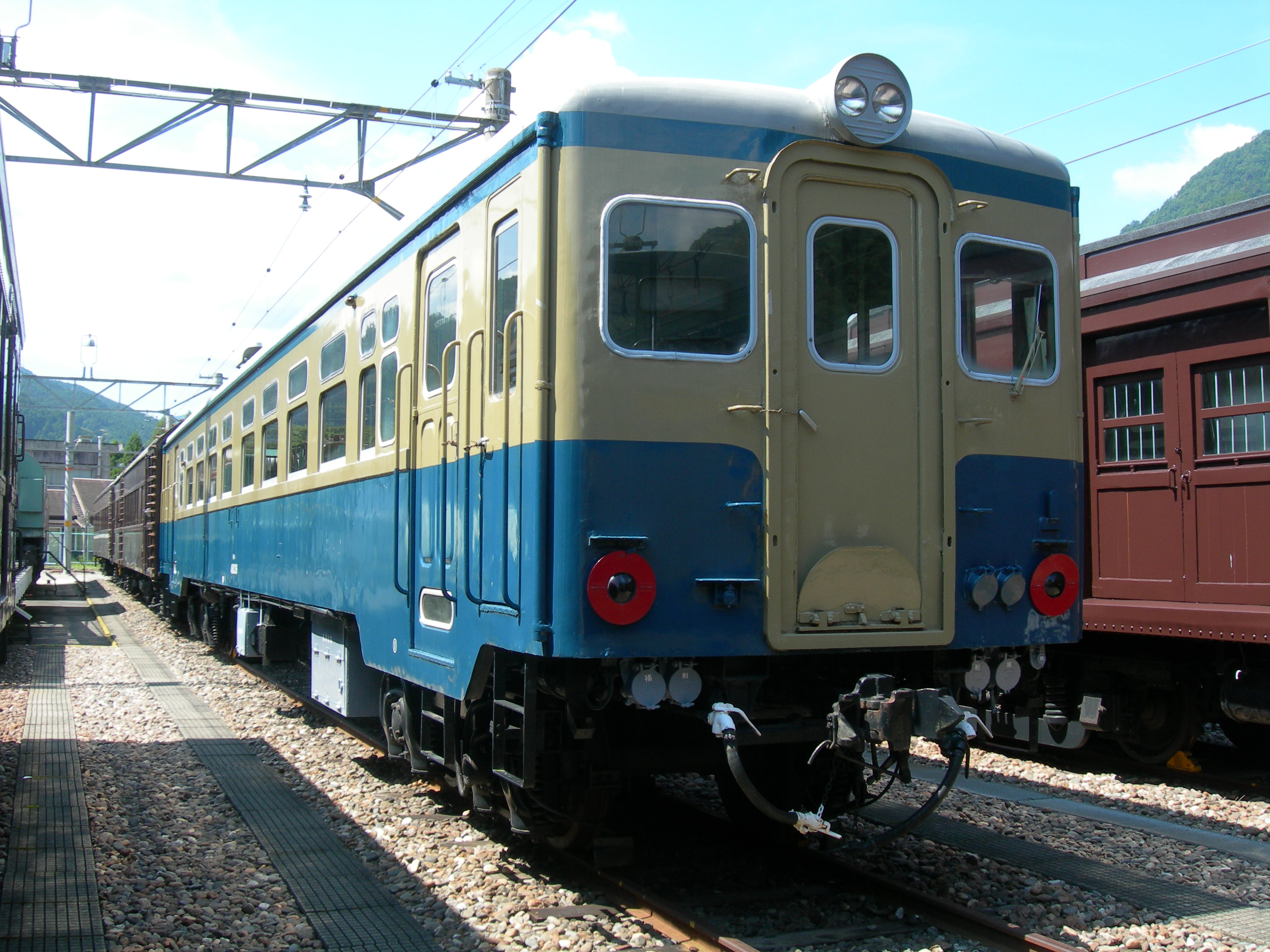
キハ48036
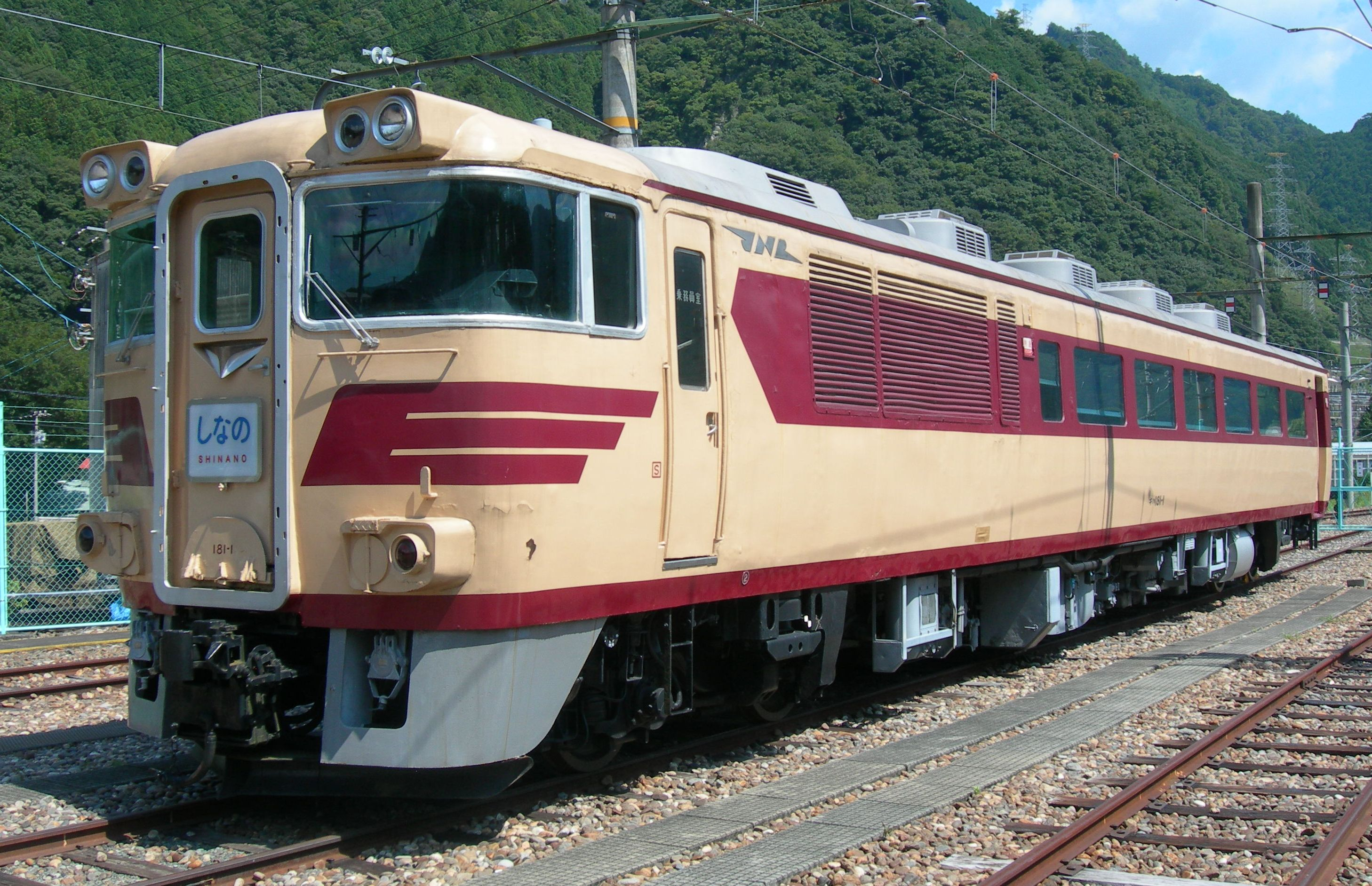
キハ181-1
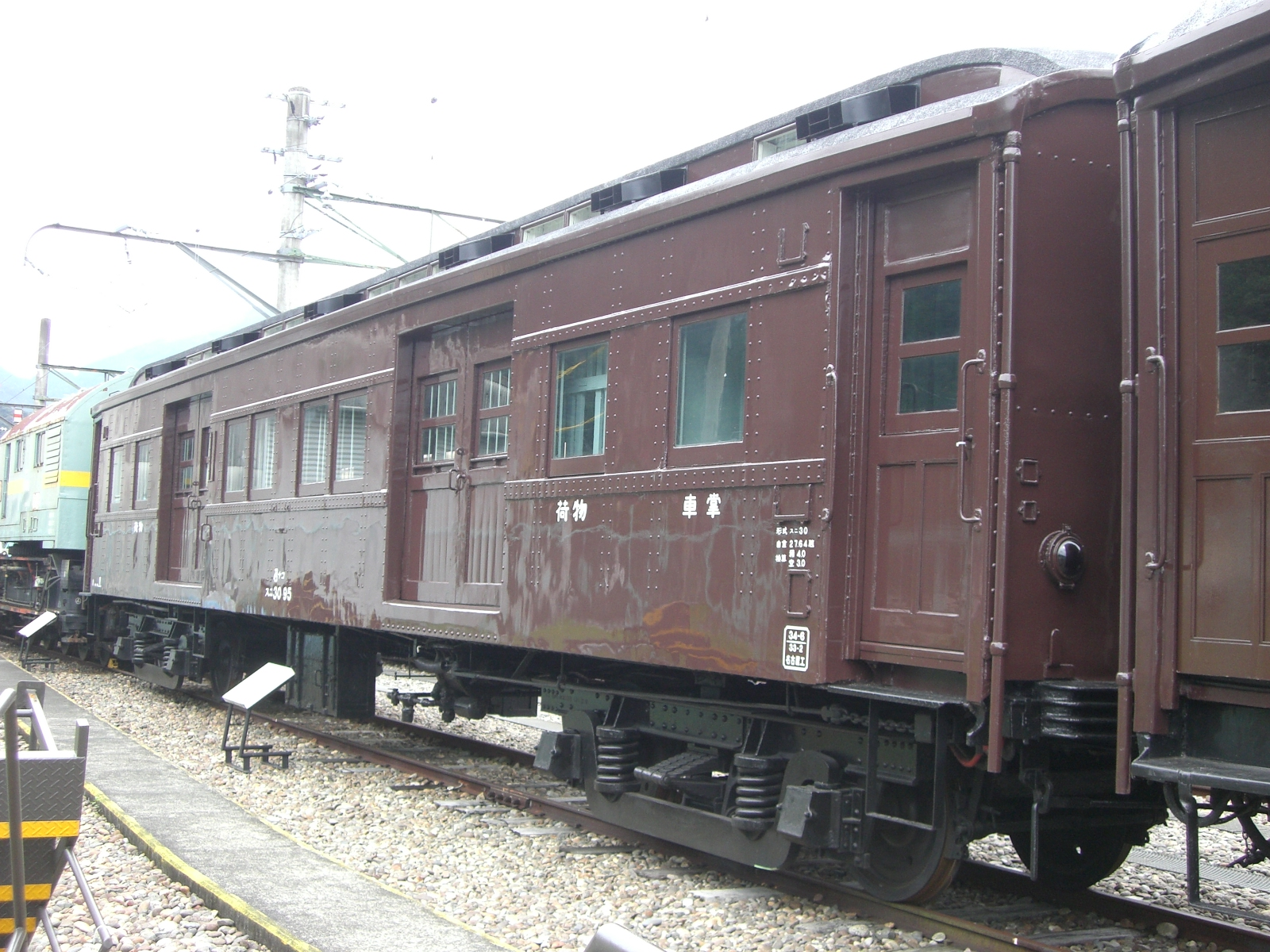
スニ30 95
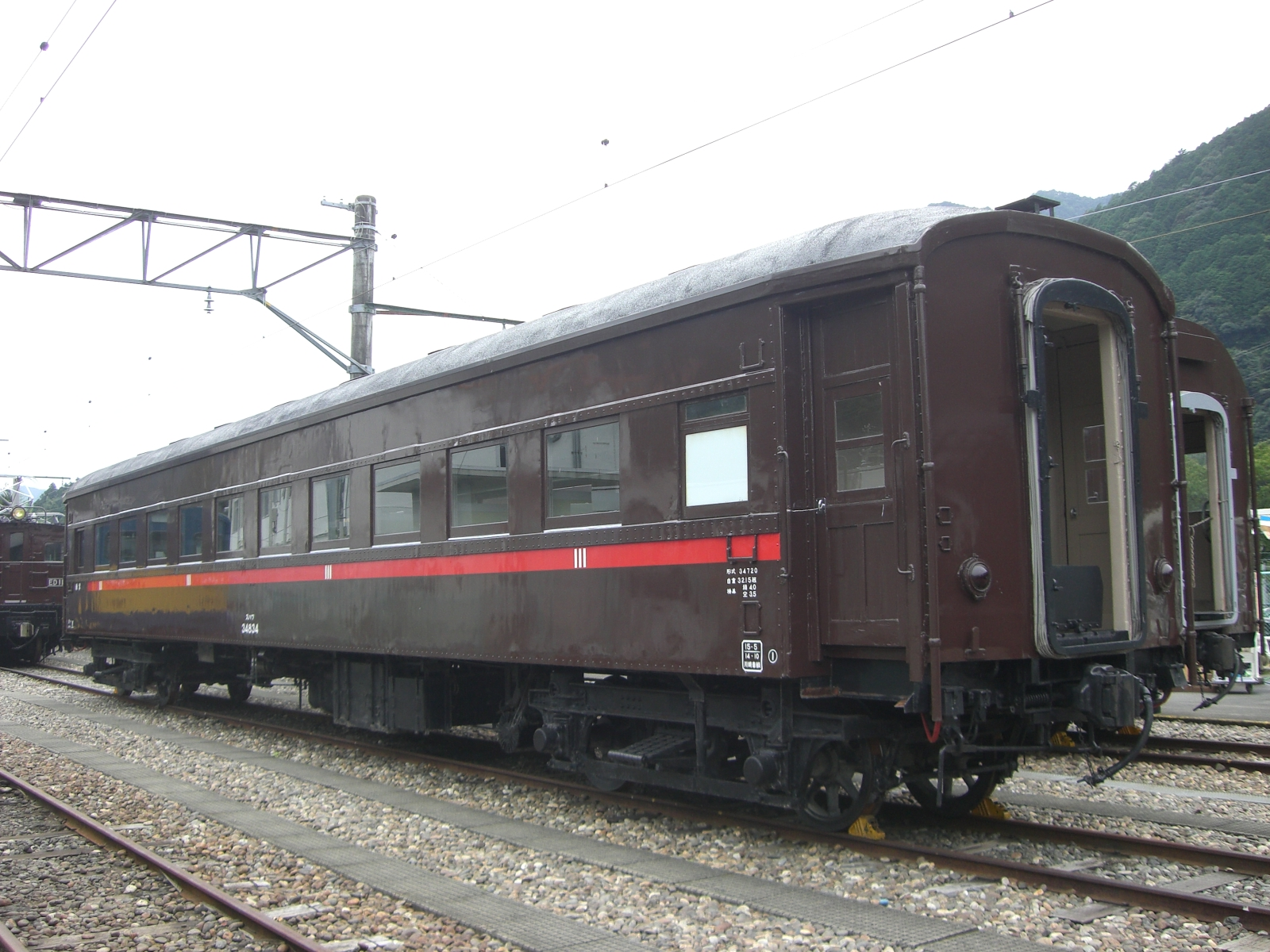
オハフ34834 （オハフ33 115）
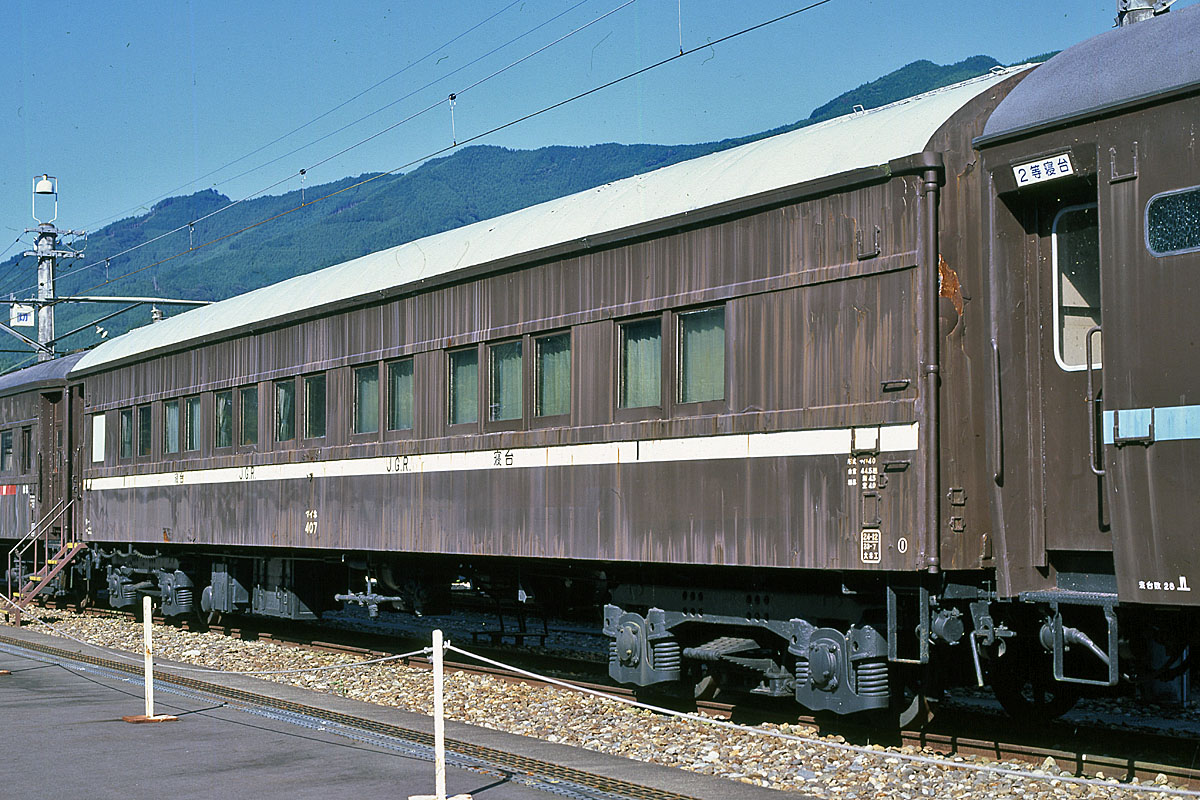
マイネ40 7
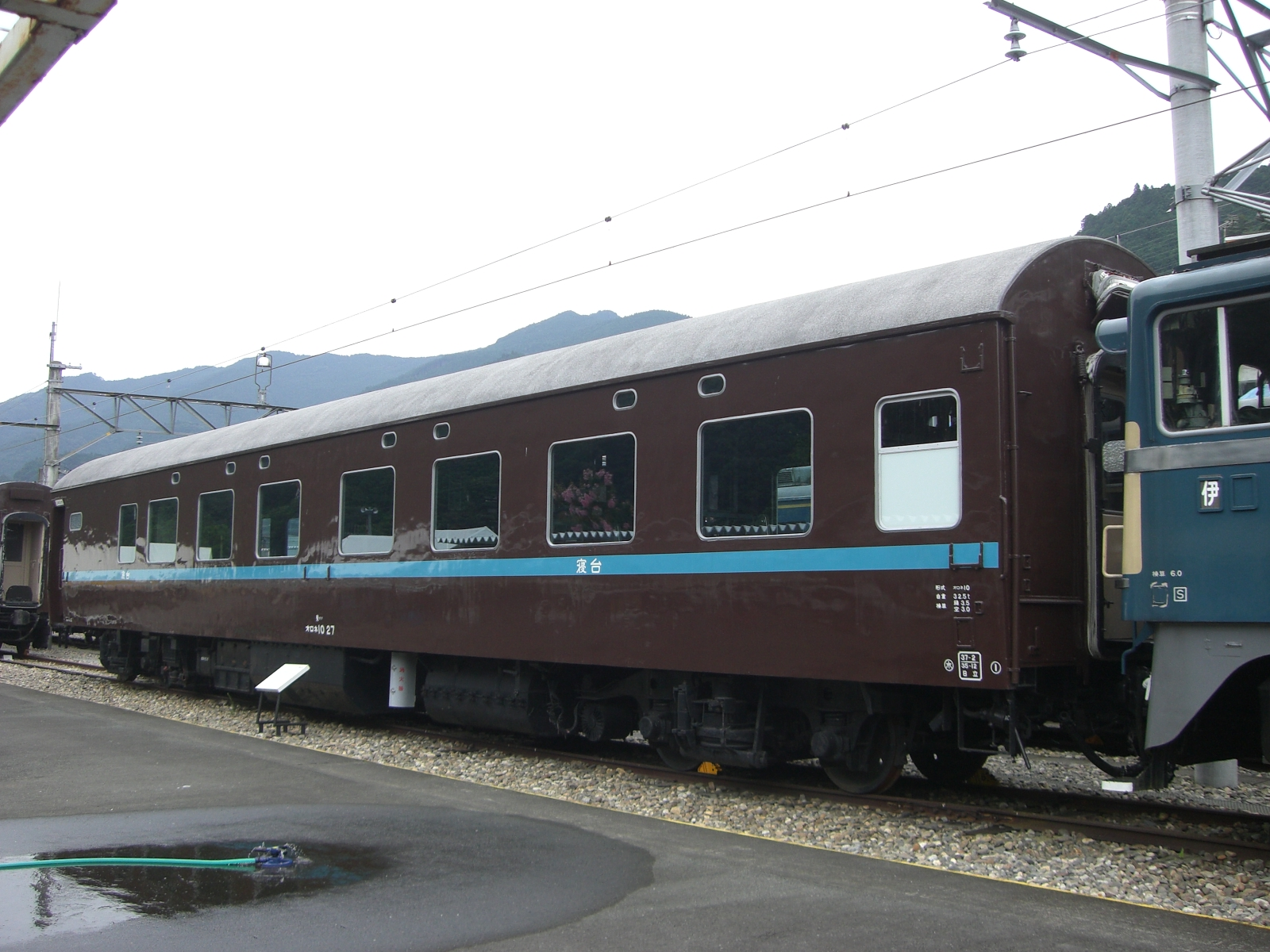
オロネ10 27
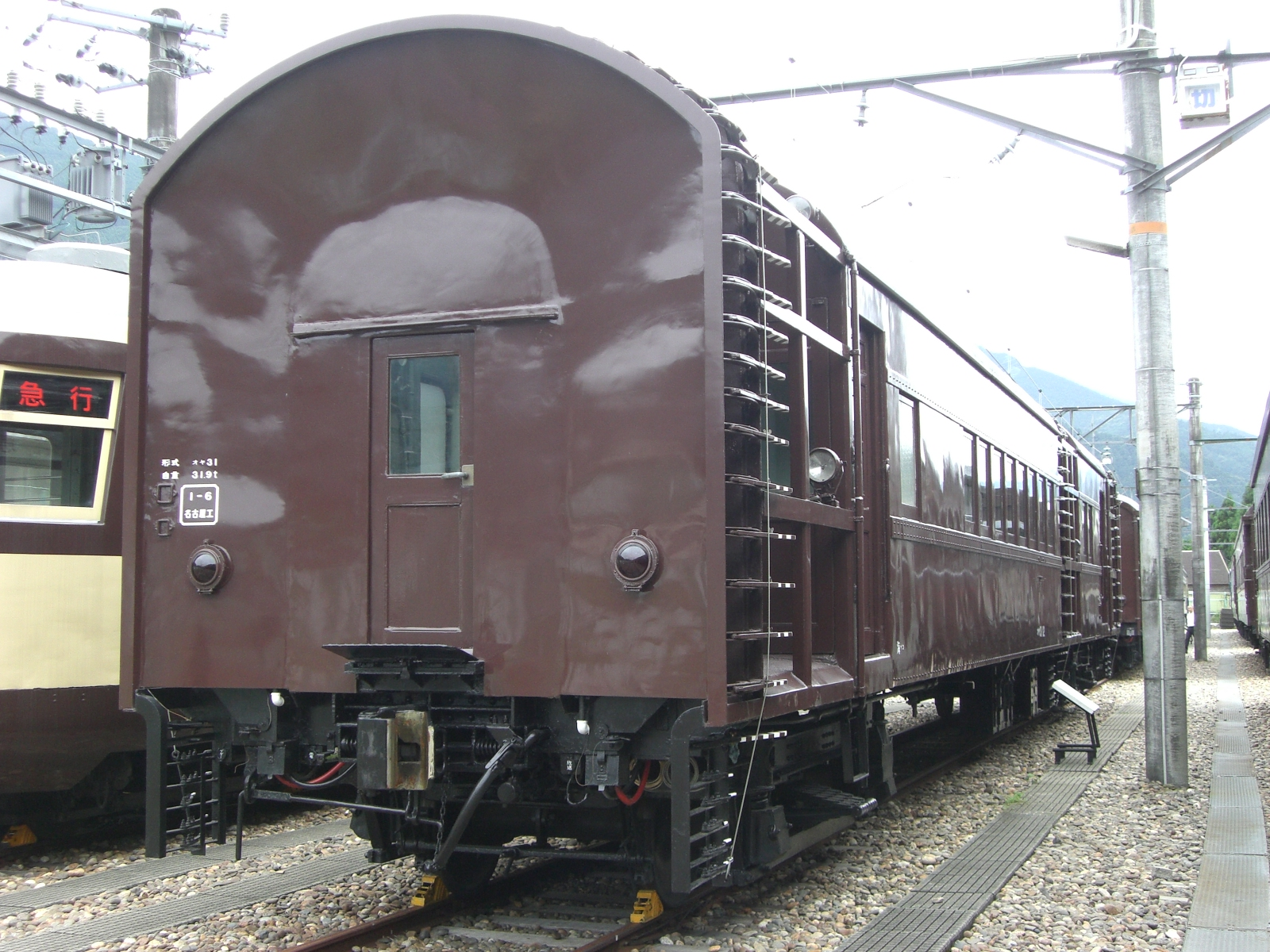
オヤ31 12
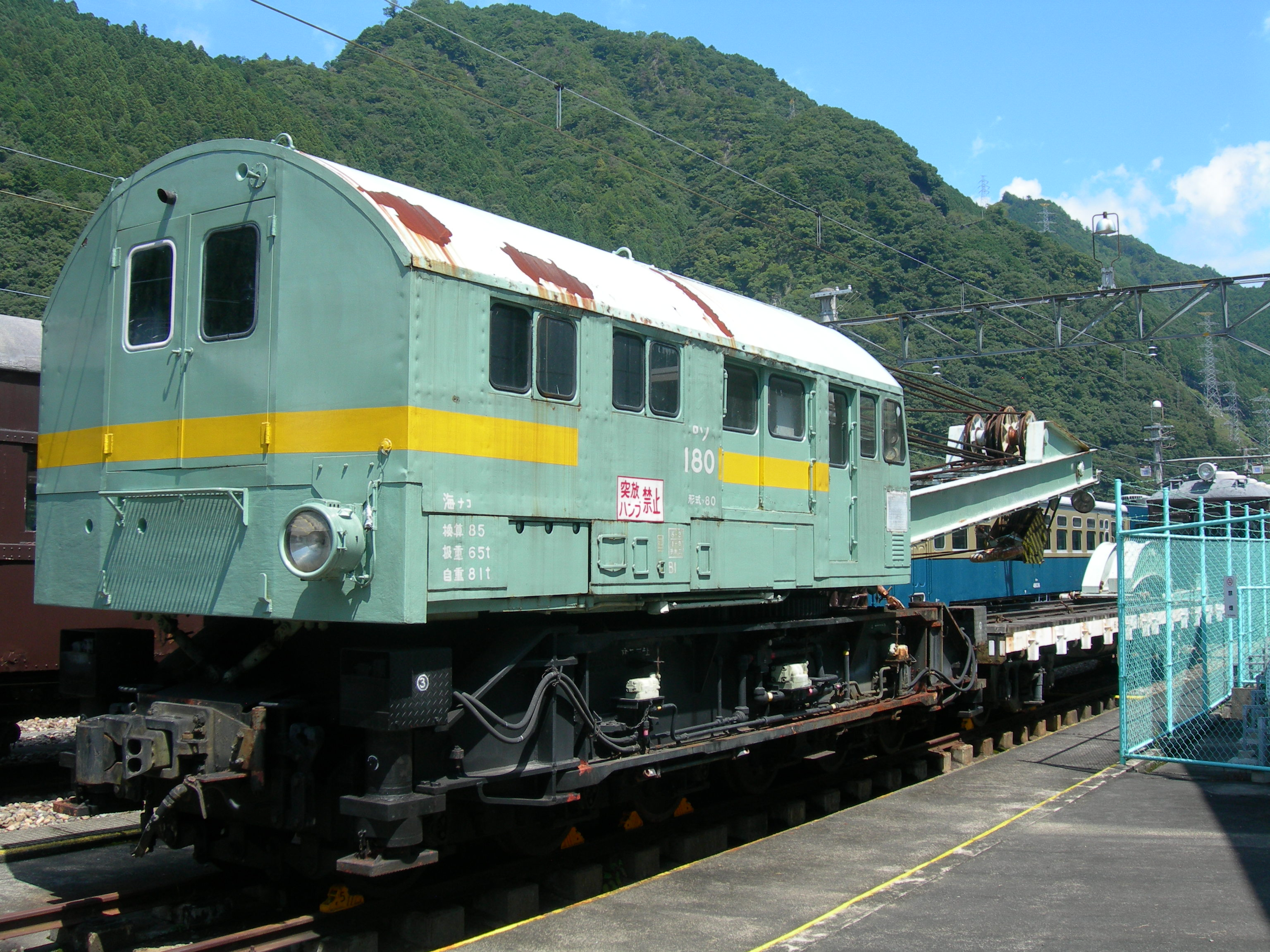
ソ180
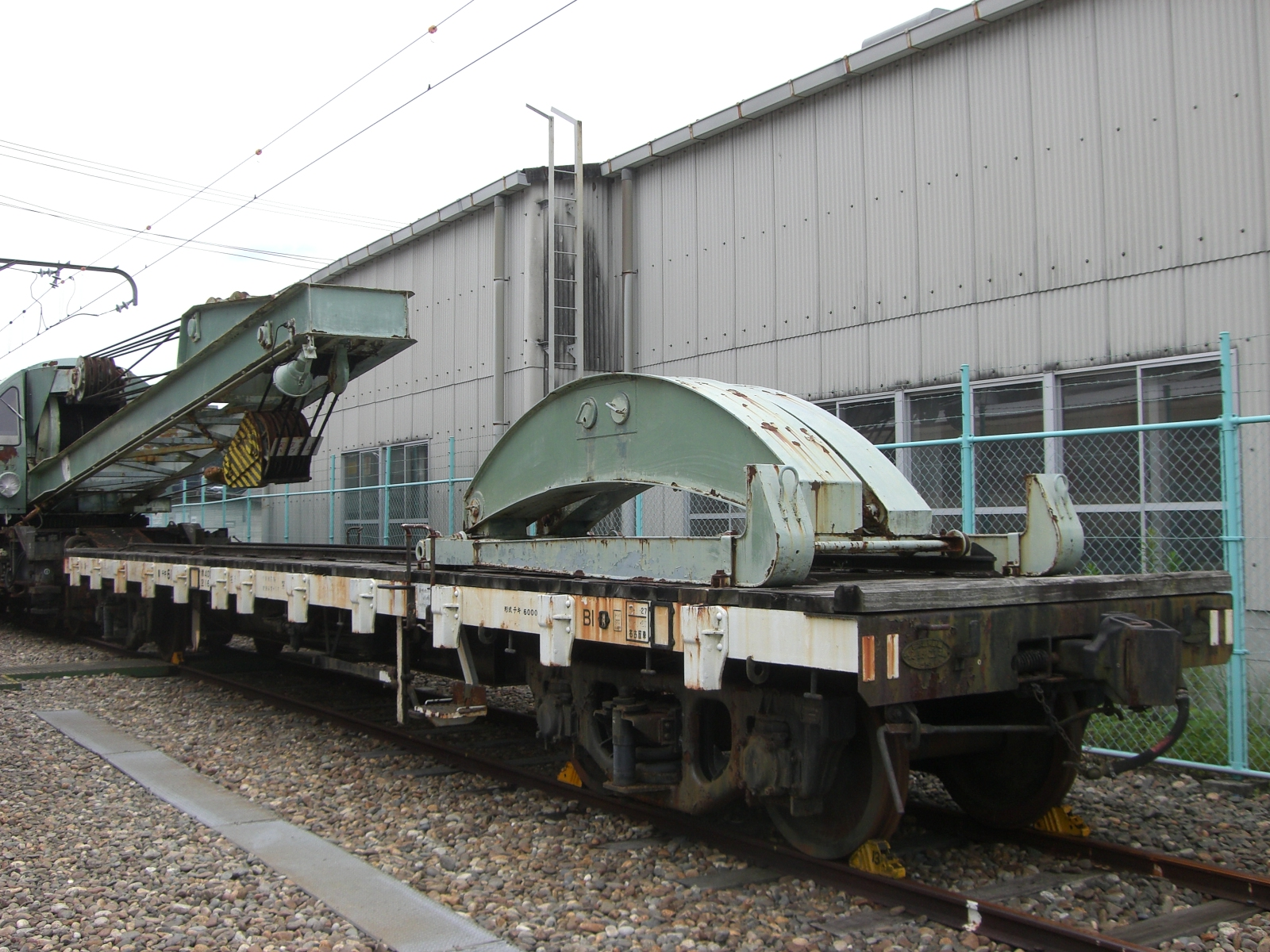
チキ6132
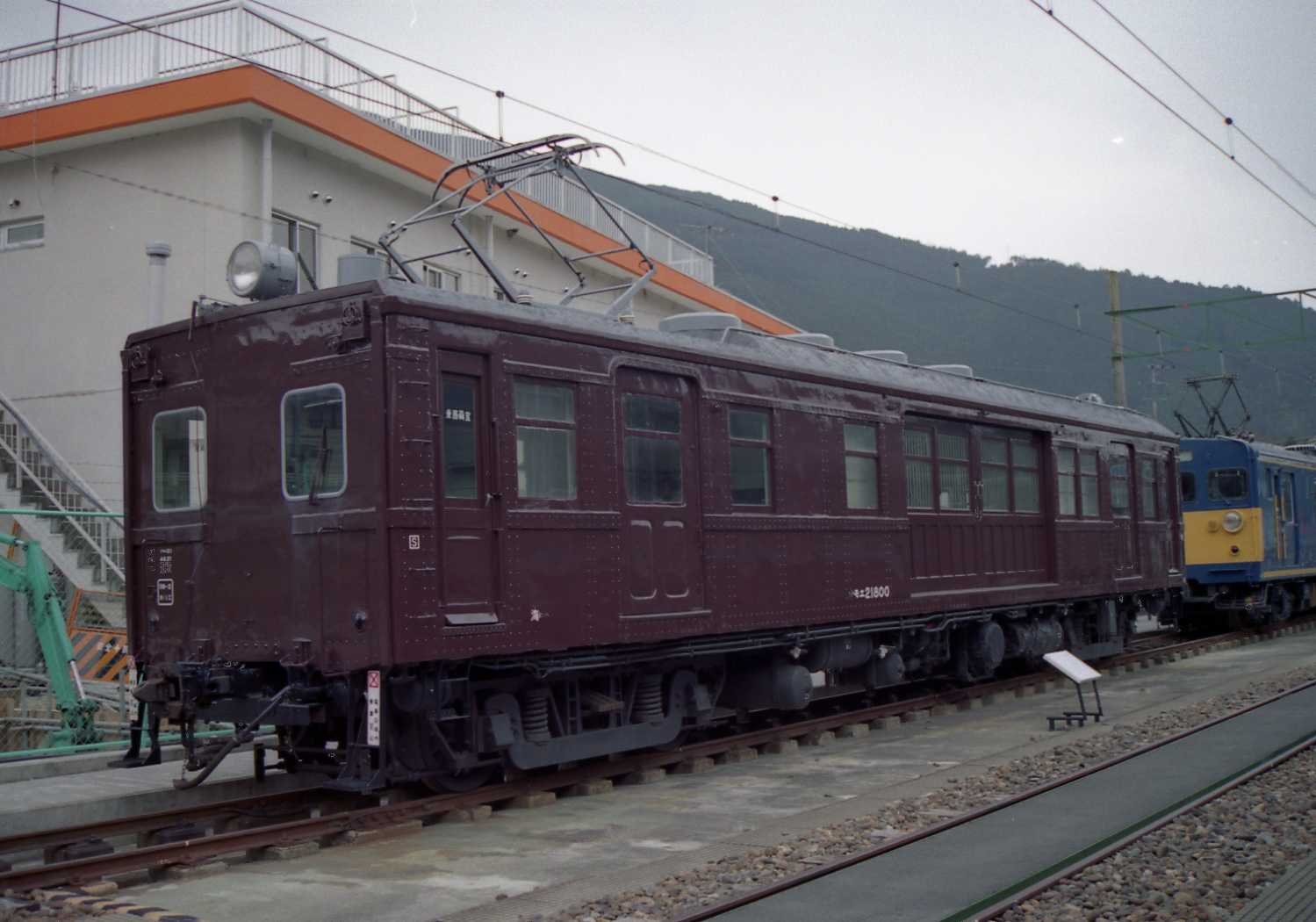
クモエ21800